# 导弹

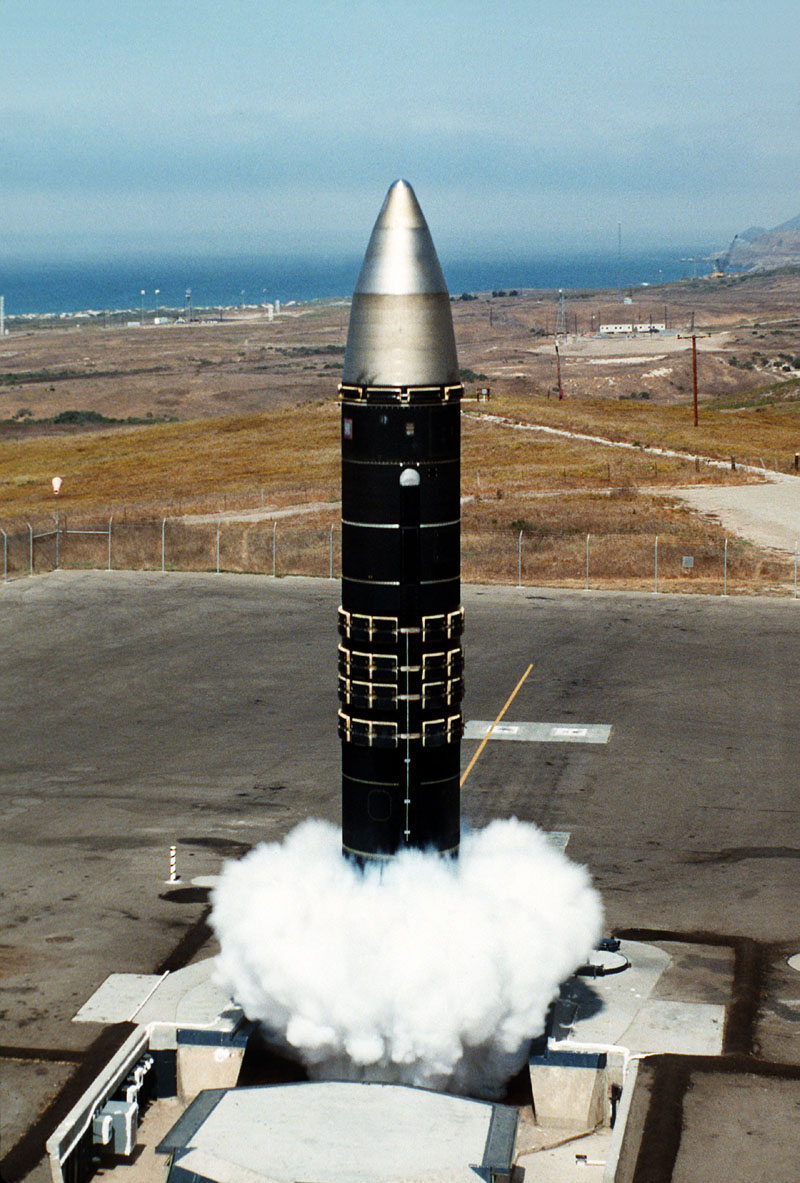
美國LGM-118A維和者洲際彈道飛彈

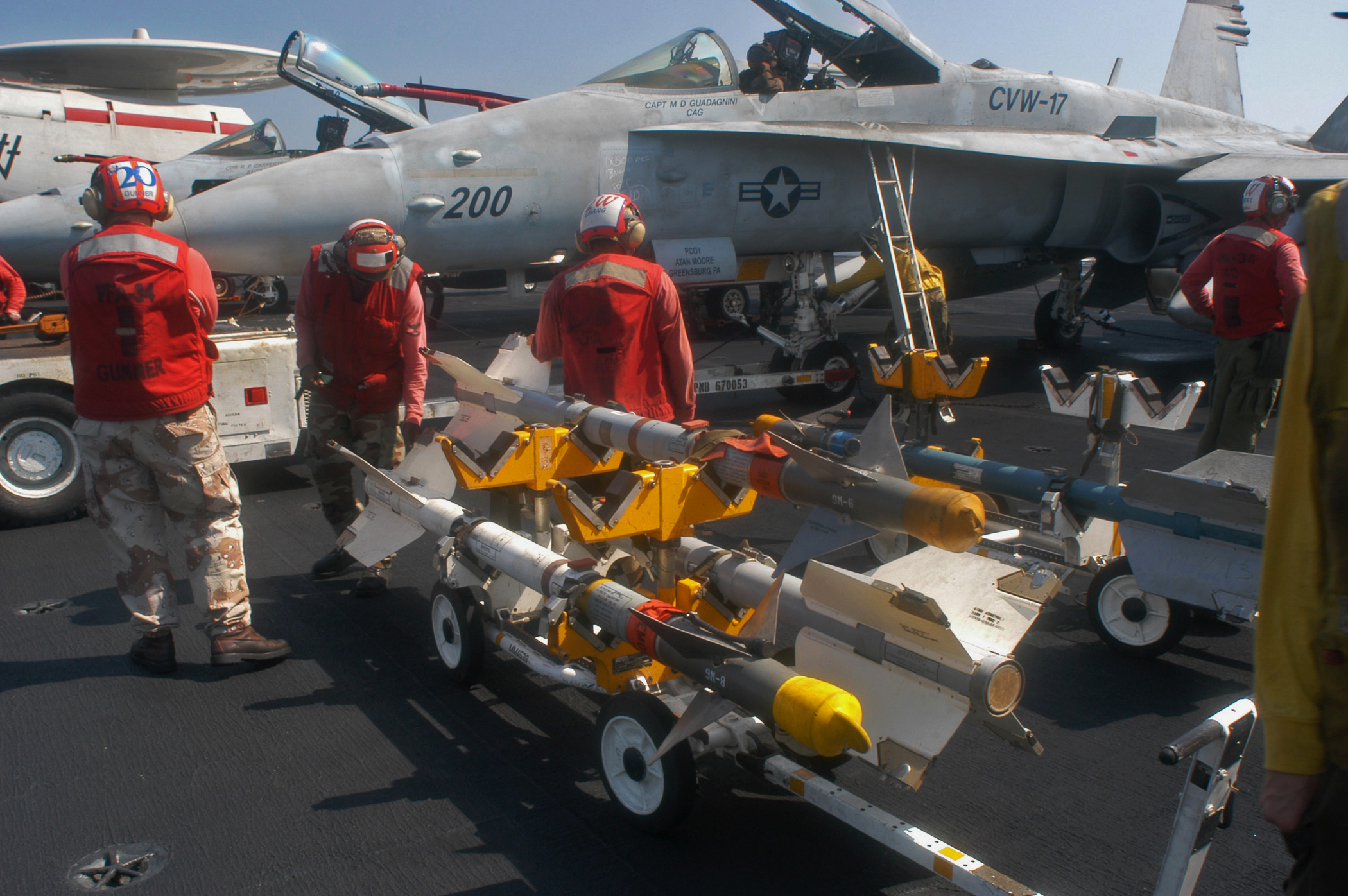
美國海軍航空母艦上的地勤正在搬運AIM-9響尾蛇紅外線空對空飛彈

导弹（简称）即制导火箭彈，是本身配有制导系统且可以在大气层或太空中进行有动力飞行的爆破型远射武器。有制导能力但没有飞行動力的精确制导武器稱作制导炸弹（guided bomb）；有飞行动力但是沒有制导能力的导弹稱作火箭彈（rocket artillery）。
在导弹的制导在分類上通常有兩類，一種是訊號傳送媒體的不同，如：有線導引、雷達導引、紅外線導引、雷射導引、電視導引等。另外一種分類是制导运作的方式不同，如：慣性導引、乘波導引、主動雷達導引和指揮至瞄準線導引等。
按照导弹的作用分類可以简单地分为战略导弹和战术导弹。
飛彈的分類原則是由兩個部分所構成：發射載具的特性與攻擊目標的性質。發射載具的特性包括：空射，面射，潛射，艦射等。攻擊的目標性質包括：對空，對面，對潛，對艦。把這兩項原則合併在一起就是目前最常見的各類导彈的分類系統。雖然發射載具是导彈分類的一項原則，不過同一種飛彈往往可以在簡單的改裝下自不同的載具上發射，因此許多飛彈往往會在不同的類別當中重複出現。譬如說魚叉反艦导彈可以自潛艇、水面艦艇與飛機上發射，因此它會分別出現在潛射反艦导彈、艦射反艦导彈以及空射反艦导彈當中。

## 詞源
飛彈的英文「Missile」的一般意義即是「被投射出來的物體」的意思，其範圍包括石子、彈頭、箭矢等等；在1945年之後，「Missile」才開始專門指有導引系統的火箭，即現在的飛彈意義。
中國大陸所用的“导弹”一詞，是钱学森建议的，两个字表达了两层含义，既表达了可控之意，又表明是一个炸弹。

## 导弹的种类

### 面對面飛彈
面對面飛彈代表發射的位置和攻擊的目標都是在陸地（地上或地下）或是水中（水上或水下），這一類的飛彈還包括：

#### 弹道导弹

##### 按射程分类
- 洲际弹道导弹（ICBM : Intercontinental Ballistic Missile），射程为6000公里以上。
- 远程弹道导弹（IRBM : Intermediate-Range Ballistic Missile），射程2000公里～6000公里。
- 中程弹道导弹（MRBM：Medium-RangeBallisticMissile），射程800公里～1600公里。
- 短程弹道导弹（SRBM : Short-Range Ballistic Missile），射程約800公里以下。

##### 按发射平台
- 陆基弹道导弹
- 潜射弹道导弹（SLBM : Submarine-Launched Ballistic Missile）

#### 巡弋飛彈
巡弋飛彈是依靠喷气发动机的推力和弹翼的气动升力，主要以巡航状态在大气层内飞行的导弹，曾被称为飞航式导弹。它可从空中、地面、地下、水面或水下發射，攻击地面、地下、水面固定目標或移動目標。
- MGM-1C屠牛士（Matador）戰術巡弋飛彈
- PJ-10布拉莫斯（BrahMos）超音速巡弋飛彈
- BGM-109战斧（Tomahawk）巡弋飛彈
- 雄風二E巡弋飛彈
- 雲峰飛彈
- 萬劍機場聯合遙攻武器
- 长剑-10导弹

#### 反艦飛彈
- 远程反艦飛彈
- 海軍打擊導彈（陸射型或艦射型）
- MM-38、MM-40飛鱼（Exocet）反艦飛彈（陸射型或艦射型）
- SM-39飛魚（Expect）反艦飛彈（潛射型）
- AM-39飛魚（Exocet）反艦飛彈（空射型）
- MM 40飛魚（Exocet）反艦飛彈（陸射/艦射型）
- AGM-84魚叉（Harpoon）反艦飛彈（空射型）
- RGM-84魚叉（Harpoon）反艦飛彈（陸射/艦射型）
- UGM-84魚叉（Harpoon）反艦飛彈（潛射型）
- 雄風一型反艦飛彈（陸射/艦射型）
- 雄風二型反艦飛彈（陸射/艦射/空射型）
- 雄風三型反艦飛彈（陸射/艦射型）
- SS-N-19花崗岩（Shipwreck）反艦飛彈
- SS-N-22日炙（Sunburn）反艦飛彈
- SS-N-26寶石（Yakhont）反艦飛彈
- P-360海王星（Netptum）反艦飛彈
- 90式反艦飛彈
- 88式陸基反艦飛彈
- 东风-26中程弹道导弹陸基中程反艦彈道飛彈
- 东风-21中程弹道导弹陸基中程反艦彈道飛彈

#### 反潜飛彈
- RUR-5阿斯洛克(ASROC)
- RUM-139阿斯洛克(ASROC)

#### 反裝甲飛彈
- BGM-71拖式(TOW)
- Milan米蘭(MiIan)
- FGM-148標槍(Javelin)
- AGM-114地獄火(Hellfire)
- 9M133短號(Kornet)
- 昆吾飛彈

### 地對空飛彈或是防空飛彈
地對空飛彈泛指由陸地發射的對空飛彈。這類飛彈包括：

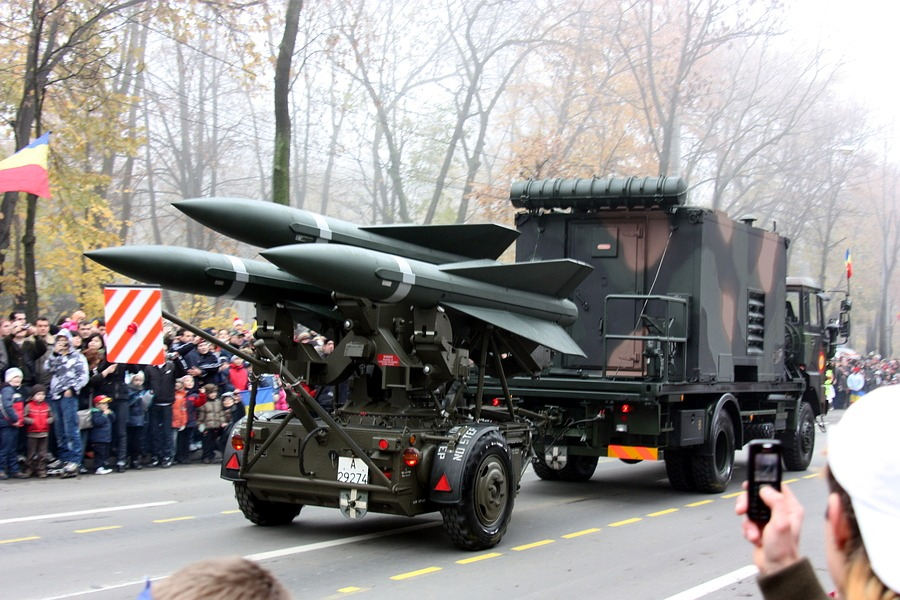
地對空飛彈鷹式飛彈

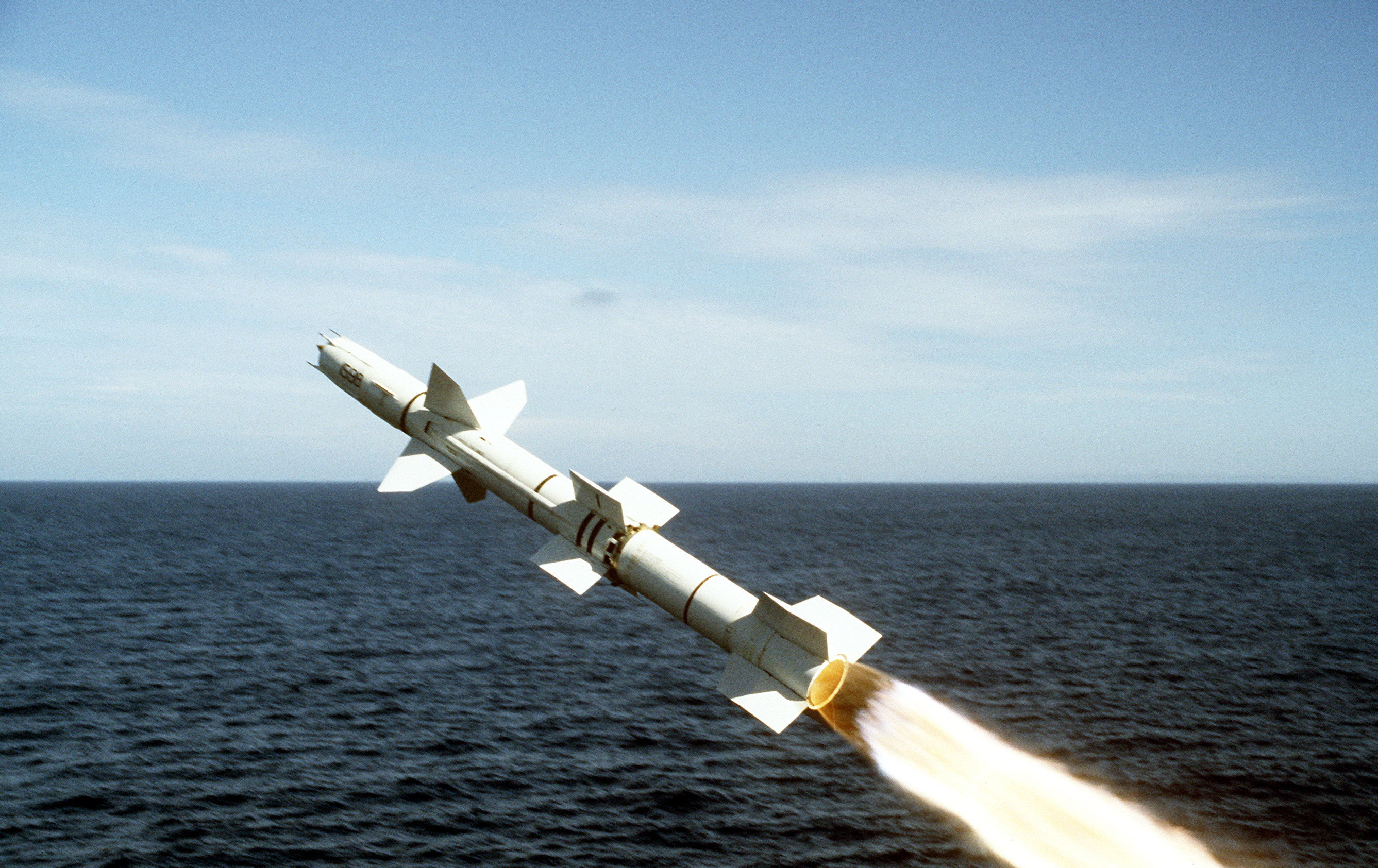
RIM-8防空飛彈

#### 反彈道飛彈
用來擊落彈道飛彈的飛彈，一般使用核彈頭，利用核彈強大的爆炸震波摧毀目標，並且可加大有效殺傷半徑，以彌補高速飛行下過大的誤差。由於美蘇簽定了反彈道飛彈條約，雙方只能在首都附近佈署，數量不足使其失去研發的意義，當年的反彈道飛彈已經停止研發。但是由於美國展開了戰區飛彈防禦（TMD）與國家飛彈防禦（NMD）的計劃，新一波的反彈道飛彈研發風潮也有展開的可能。而現在的反彈道飛彈發展趨勢，是使用較沒有核污染危險的傳統彈頭，以近距離爆炸的破片，或是以直接撞擊的方式擊毀目標。

#### 地對空飛彈
地對空飛彈還可以區分為短程的點防禦防空飛彈、中長程的區域防空飛彈與輕便的肩射防空飛彈。
請參考面對空飛彈中的飛彈列表。

#### 艦對空飛彈
與地對空飛彈類似，但是裝設在船艦上，用來保護船艦與艦隊。艦對空飛彈還可以分成近距離的點防禦防空飛彈以及中長程的區域防空飛彈。
請參考面對空飛彈中的飛彈列表。
- RIM-7海麻雀飛彈
- RIM-66飛彈
- RIM-67飛彈
- RIM-116滾體飛彈
- RIM-161標準三型飛彈
- RIM-162飛彈
- RGM-165飛彈
- RIM-174標準飛彈
- 閃電-1飛彈
- 閃電-8飛彈
- 海劍羚飛彈系統
- 海劍二防空飛彈系統
- 海弓三防空飛彈系統[[[Wikipedia:格式手册/链接#章節|錨點失效]]]

### 空對空飛彈
請參考空對空飛彈當中的各國飛彈列表。

#### 反衛星飛彈
用來擊毀敵人的人造衛星，通常有地面發射和飛機發射兩種，由於研發成本高昂以及國際間對反衛星飛彈研發計畫抱持負面態度，目前沒有任何國家公開表示正在進行研發或者是有現役的系統，但是，美國與中國大陸此前都進行過地面飛彈摧毀太空衛星的實驗，並且都獲得了成功。
- ASM-135 ASAT（英语：ASM-135 ASAT）

### 空對面飛彈
空對面飛彈是泛稱:從空中載具發射攻擊地表上的目標。
對面又可分成對地與對海，因為海面與地面的目標型態有些許不同，不過有些飛彈還是可以兼顧兩種目標。

#### 空对地飛彈
- AGM-12犢牛犬（Bullpup）空對地飛彈
- AGM-65小牛（Maverick）式空對地飛彈

#### 空射反戰車飛彈
- AGM-114地獄火式（Hellfire）反戰車飛彈

#### 空對艦飛彈
- AM-39飛鱼（Exocet）反艦飛彈
- AGM-84魚叉式（Harpoon）反艦飛彈
- 雄風二型反艦飛彈（陸射/艦射/空射型）
- AGM-119企鵝式（Penguin）反艦飛彈
- Kh-31氪式（Krypton）反艦飛彈
- Kh-41蚊式（Moskit）反艦飛彈
- 鷹擊8反艦導彈
- AS-1狗窝（英语：KS-1 Komet）（Kennel）空对地导弹
- AS-2鳟鱼（英语：K-10S）（Kipper）空对地导弹
- AS-3袋鼠（英语：Kh-20）（kangaroo）空对地导弹
- AS-4厨房（Kitchen）空对地导弹
- AS-5鲑鱼（Kelt）空对地导弹

#### 反辐射导弹
反輻射飛彈是專門攻擊發射無線電訊號源的目標，其中又以針對雷達為大宗。
- AGM-45百舌鳥飛彈（Shrike）
- GAM-67十字弓飛彈（Crossbow）
- AGM-78標準飛彈（Standard）
- AGM-88高速反輻射飛彈（HARM）
- AGM-122佩枪飛彈（英语：AGM-122 Sidearm）（Sidearm）
- AGM-136沉默彩虹飛彈（英语：AGM-136 Tacit Rainbow）（Tacit Rainbow）
- ALARM反輻射飛彈
- 天劍二A反輻射飛彈
- 雷電-10反輻射飛彈

#### 空射巡弋飛彈
現在已經發展出由空中發射的巡弋飛彈,它最初是用來增加一些較低速的轟炸機的生存機率:例如
- AGM-86飛彈
- AGM-154聯合戰區外武器
- AGM-158聯合空對地距外飛彈
- 金牛座KEPD 350飛彈
- 萬劍機場聯合遙攻武器

#### 超音速飛彈
俄國展示了最新研發的匕首高超音速飛彈，總統普京稱其能在反彈道飛彈防禦系統周圍以10倍音速的速度飛行。10倍音速約為時速1.2萬公里

## 参阅
- 神盾戰鬥系統
- 飛彈導引
- 電子作戰
- 雷達
- 火器